# Сноубайк
Сноубайк (snowbike-снежен велосипед) се появява в Европейските Алпи през 1850 година, като средство за транспорт през зимата. Най-рано се споменава терминът skibayk/skibike, а впоследствие snowbike/skibob.
Първият сноубайк е с голям размер и представлява тежка дървена конструкция, към която са прикрепени ски.
Изобретението намира реализация в различни географски области. Появява се в Северна Америка през 1870 година, където сноубайкът е патентован от Дж. Стивънс през 1892 г. под името „Ice Veolocoped“ (леден велосипед). Няма доказателства за произвеждането на сноубайк в този му вид.
През 1911 г. схемата за сноубайк е патентована в Гринделвалд, Швейцария под името „Velogemel“. Тогава е може би първото действително производство на сноубайк. През следващите 38 години не се знае нищо повече за посоката на изобретението. По-късно обаче се появява снимка от филма MGM „Ски птици“, от 1939 г. Заснети са мъж и жена, седнали на доста сложен като конструкция метален скибайк. Смята се, че това е липсващото звено в по-нататъшния дизайн на сноубайка. Създателите на изобретението остават в неизвестност.
Сноубайк придобива публичност в края на 40-те години на 20 век. На 10 март 1949 г. австрийският ски производител Енгелберт Брентнер получава патент. Той прави няколко иновации, като премахва плъзгачите и ги заменя с истински ски, добавя окачване и започва да използва къси ски. В резултат на промените, скибайкът се превръща в наклонено превозно средство, което се управлява лесно и позволява контрол върху скоростта. Тези иновации водят до появата на сноубайк като вид спорт. Семейство Брентнер продължава да произвежда сноубайкове и до днес.
През 50-те, 60-те и 70-те популярността на спорта продължава да расте в Европа. Има повече от 70 фирми, които произвеждат сноубайкове. Конкуренцията започва с първото състезание, проведено през 1954 г. в Обертауерн, Австрия. Международната федерация по скибоб (FISB) e създадена през 1962 г. Първото световно първенство по скибоб е през 1967 г. От тогава сноубайкът се превръща в популярно занимание в Европейските Алпи.
В Америка спортът добива популярност в края на 60-те и началото на средата на 70-те години на XX век. Състезанията за световната купа се провеждат в Невада през 1971 г.
След този период сноубайкът претърпява много промени. Група ентусиасти продължава да поддържа развитието на спорта.
В края на 90-те години започва съвременен ренесанс на сноубайка в Северна и Южна Америка, когато сноубайкът се завръща.